# Avenir sportif sfaxien
L'Avenir sportif sfaxien (arabe : المستقبل الرياضي الصفاقسي) est un club tunisien de handball basé à Sfax.